# コンスタンチン・オリゴヴィチ
コンスタンチン・オリゴヴィチ（ロシア語: Константин Ольгович、? - 1215年もしくは1226年）は、チェルニゴフ・オレグ家(ru)出身の13世紀前半のルーシのクニャージ（公）である。『リューベチ・シノディク』にその名が記されており、それによれば、オレグ(ru)の子のうちの1人で、チェルニゴフ「大公」（ヴェリーキー・クニャージ）であったと記されている。推定される公位と在位期間はチェルニゴフ公：1206年 - 1207年、1210年 - 1215年。もしくは1223年 - 1226年。

## 生涯
V.タティシチェフ(ru)は、1210年 - 1215年と、フセヴォロドがキエフ大公位にあった1206年 - 1207年の間に、チェルニゴフ公であったリューリクという人物は、スモレンスク・ロスチスラフ家出身のリューリクではなく、本項のコンスタンチン（コンスタンチンは聖名であり、出生名はリューリク）であると論じている。R.ゾトフ、A.ピャトノフもまたこの説を部分的に支持している。しかしこの説に従うならば、コンスタンチンはグレプとムスチスラフの2人のおじの生存中にチェルニゴフ公位にあったことになり、当時の継承法(ru)に反することになる。
また、A.ゴルスキー(ru)の説によれば、コンスタンチンはカルカ河畔の戦いでおじのムスチスラフ（上記のムスチスラフ）が死亡した1223年から、1226年にかけてチェルニゴフ公位にあったとされる。さらに、ミハイルとオレグ（両名ともに、この期間のチェルニゴフ公として挙げられる人物である。）がチェルニゴフ公国の支配権をかけて争ったのは、ムスチスラフの死の直後のことではなく、1226年のことであると論じている。